# Moslaag
De moslaag in een vegetatie is een vegetatielaag van planten tot hoogstens 10 cm hoog. Direct boven de moslaag kan de kruidlaag worden onderscheiden. In de moslaag groeien vaak lage planten, mossen, levermossen en korstmossen, vaak met weinig lichtbehoefte zoals in bossen. 

Mosvegetaties
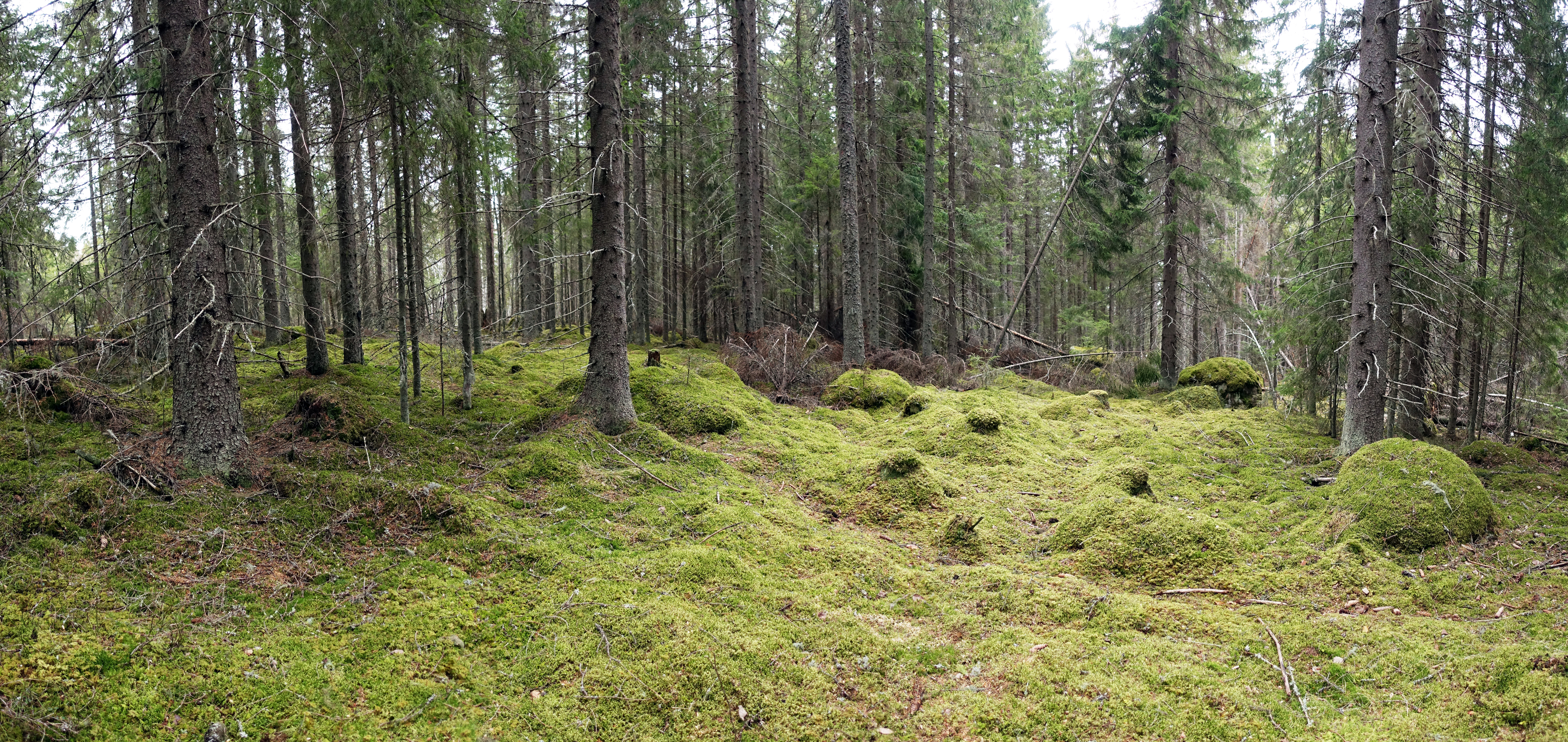
Moslaag in een bos
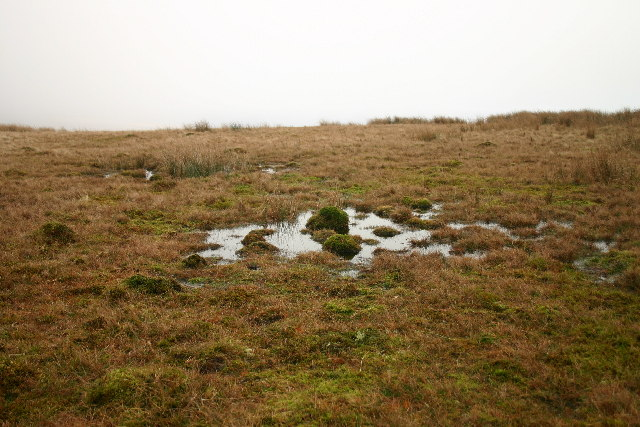
Hoogveen moeras

Een moslaag is bijvoorbeeld te vinden in tredvegetaties. Vegetaties in hoogvenen hebben vaak een moslaag als dominante vegetatielaag. Andere vegetatielagen ontbreken gewoonlijk grotendeels of geheel.
Mossen zoals gewoon purpersteeltje (Ceratodon purpureus) en parapluutjesmos (Marchantia polymorpha) komen vaak voor in de moslaag, maar ook wel lage bloemplanten zoals liggende vetmuur (Sagina procumbens) en breukkruid (Herniaria glabra).
Ook zaailingen kunnen worden vaak gezien als deelnemers van de moslaag, afhankelijk van hun grootte.
Mossen, levermossen en korstmossen kunnen echter als epifyt voorkomen in de kruidlaag (bijvoorbeeld op rietstengels en op boomvoeten), in de struiklaag en tot hoog in de boomlaag. Ze kunnen daar eigen gezelschappen vormen.